# 弗雷德里克·斯特普尔顿
弗雷德里克·斯特普尔顿（英語：Frederick Stapleton，1877年3月11日—1939年11月9日），英国男子游泳、水球运动员。他曾代表英国奥斯本游泳俱乐部参加1900年夏季奥林匹克运动会，获得一枚金牌。